# 琴似駅 (札幌市営地下鉄)
琴似駅（ことにえき）は、北海道札幌市西区琴似1条4丁目にある、札幌市営地下鉄東西線の駅。駅番号はT03。

## 概要
1976年（昭和51年）6月10日に、地下鉄東西線の西側の起点・終点として開業したが、1999年（平成11年）2月25日に当駅 - 宮の沢駅間が延伸開業したため、現在は途中駅となっている。建設開始時の仮駅名は「琴似本通」だった。
北海道旅客鉄道（JR北海道）函館本線の琴似駅とは約800m離れており、地下鉄とJRを乗り継ぐ場合はやや時間を要する。さっぽろ駅（JR札幌駅に隣接）や新さっぽろ駅（JR新札幌駅に隣接）では、JR駅との混同を避ける目的で駅名を平仮名表記にしているが、当駅はJR琴似駅とは離れた位置にあり、混同しづらいことから区別を付けず、JR駅と同じ漢字表記となっている。

## 歴史
- 1976年（昭和51年）6月10日：琴似駅 - 白石駅間開業に伴い、設置。
- 1993年（平成5年）4月1日：多目的ホール「パトス」が営業開始[3]。
- 1999年（平成11年）2月25日：琴似駅 - 宮の沢駅間延伸開業に伴い、中間駅となる[4]。
- 2009年（平成21年）2月：可動式ホーム柵が稼働開始[5]。
- 2019年（平成31年）2月：6番出入口が改修され、エレベーターが稼働開始[6]。

## 駅構造
地下1階にコンコース、地下2階に1面2線の島式ホームをもつ地下駅である。新さっぽろ側に分岐器があり、非常時の折り返しに対応している（宮の沢駅の延伸開業まではこの分岐器を用いて折り返し運転を行っていた）。
コンコース内の改札は3か所に分かれている。ホームと改札を結ぶエレベーターは中央改札に、地上へのエレベーターはバスターミナル内と東改札口の6番出口に設置されている。バスターミナルの真下にあたる地下2階には、プラットホーム・線路とは別に多目的ホール「パトス」があり、ライブ等の会場として使用されている。「パトス」は元々機械室を設置するスペースとして建設されたものだが、その設置予定が当時当面なくなったことから転用されたものである。

### のりば
| ホーム | 路線   | 行先                 |
| ------ | ------ | -------------------- |
| 1      | 東西線 | 大通・新さっぽろ方面 |
| 2      | 東西線 | 宮の沢方面           |

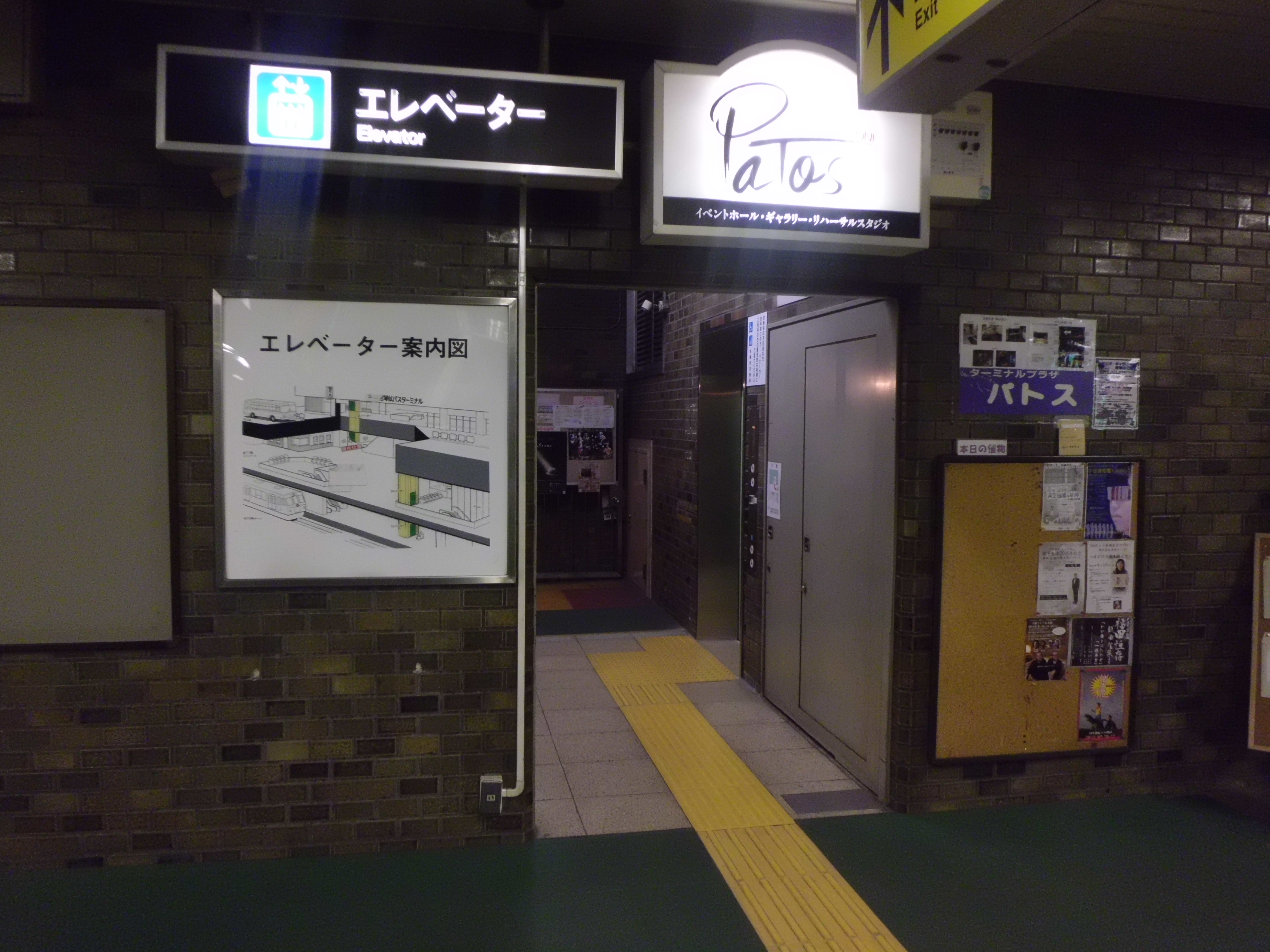
ターミナルプラザことにパトス
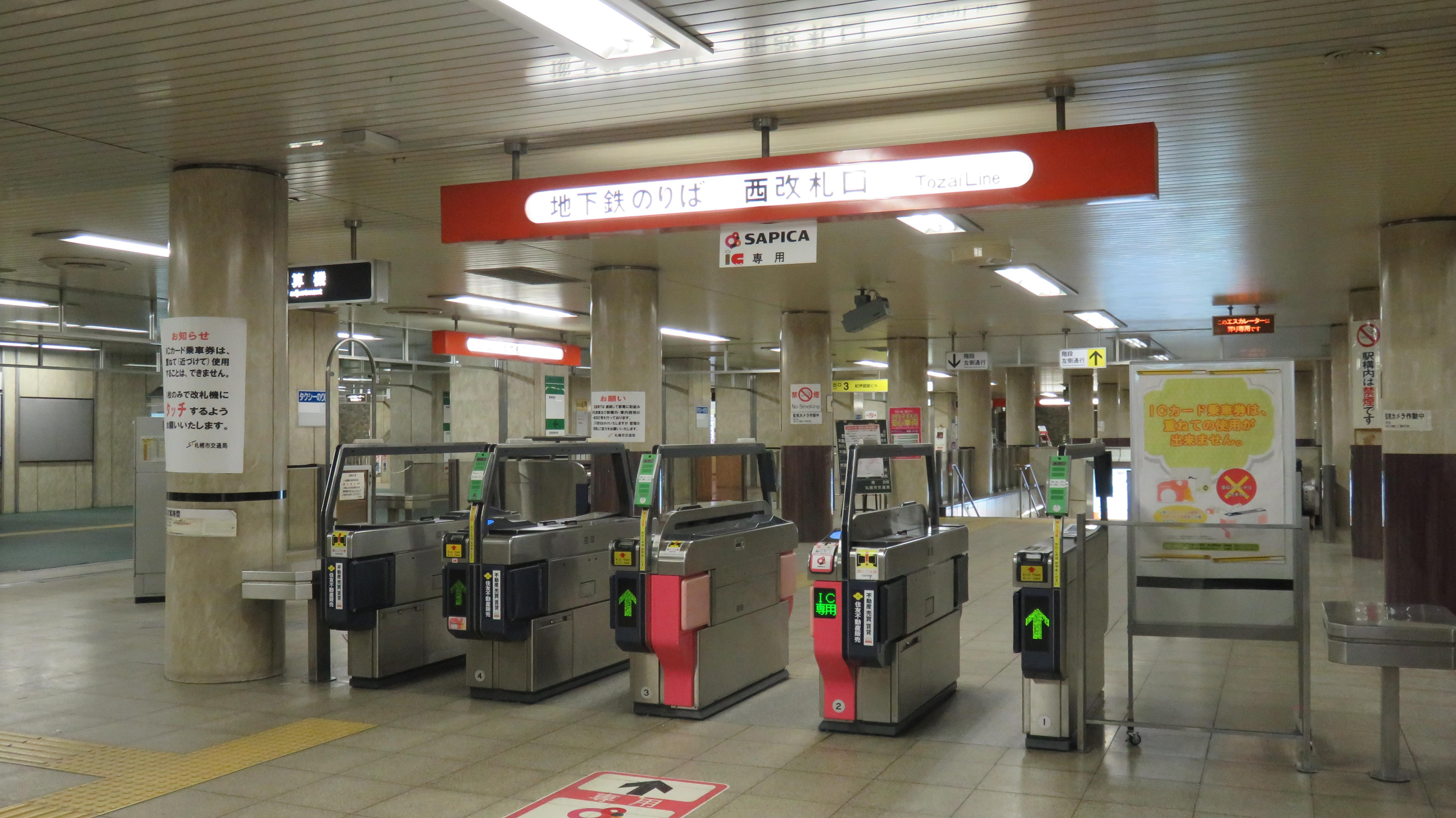
西改札口
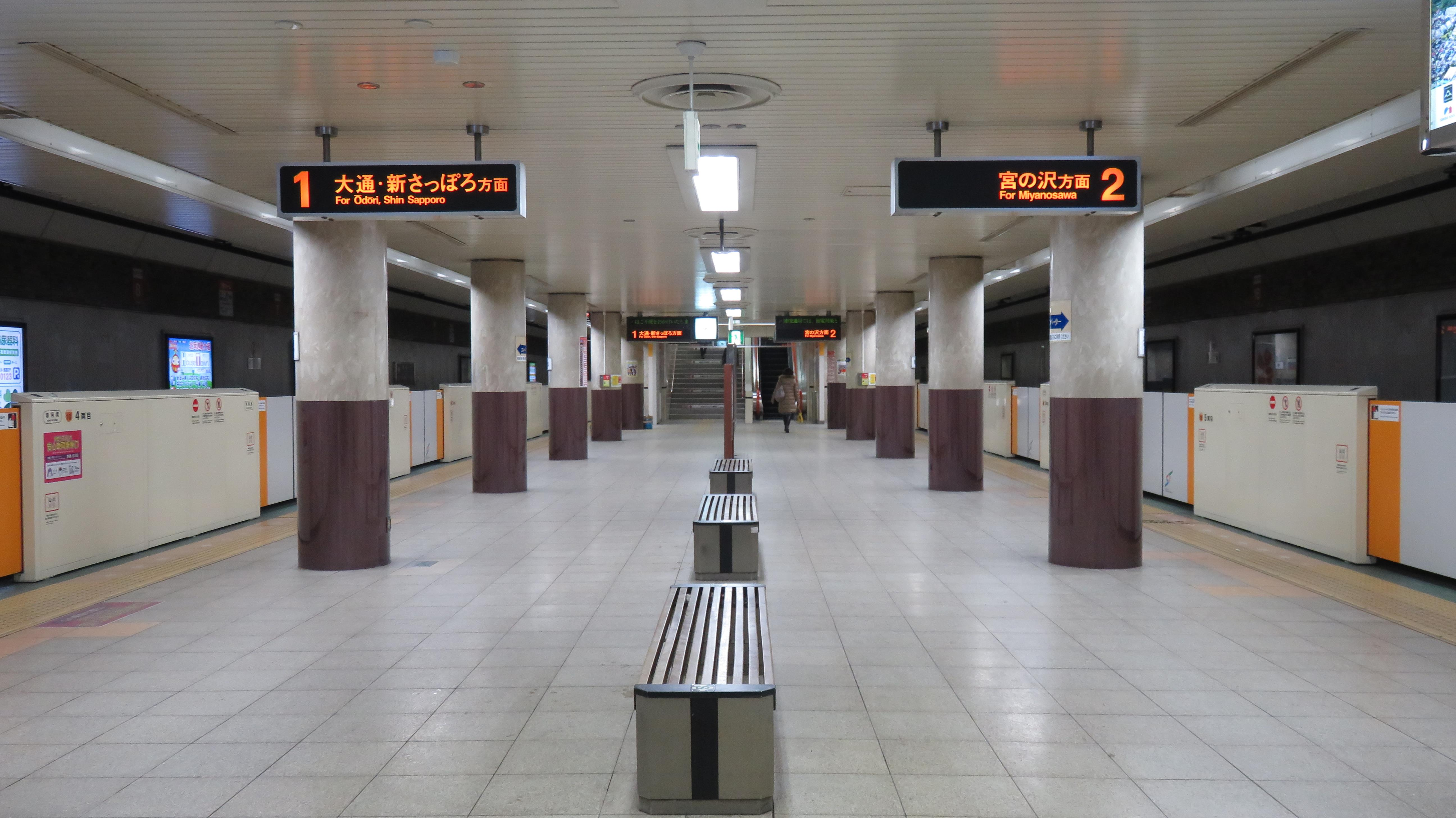
ホーム
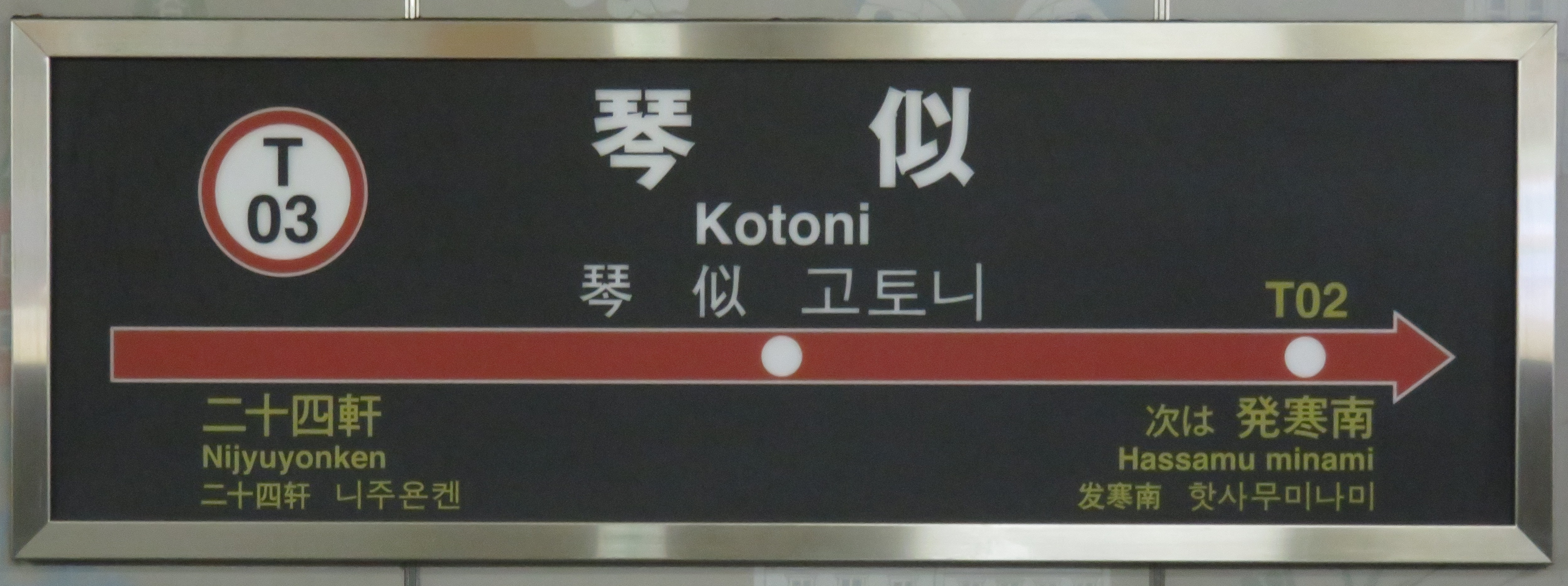
駅名標

## 利用状況
札幌市交通局によると、2020年（令和2年）度の一日平均乗車人員は11,140人であった。
| 年度               | 一日平均 乗車人員 | 出典   |
| ------------------ | ----------------- | ------ |
| 1995年（平成07年） | 22,132            | [ 9 ]  |
| 1996年（平成08年） | 21,239            | [ 9 ]  |
| 1997年（平成09年） | 20,456            | [ 9 ]  |
| 1998年（平成10年） | 18,190            | [ 9 ]  |
| 1999年(平成11年）  | 14,039            | [ 9 ]  |
| 2000年（平成12年） | 13,875            | [ 9 ]  |
| 2001年（平成13年） | 13,684            | [ 9 ]  |
| 2002年（平成14年） | 13,504            | [ 9 ]  |
| 2003年（平成15年） | 13,068            | [ 9 ]  |
| 2004年（平成16年） | 12,786            | [ 9 ]  |
| 2005年（平成17年） | 12,696            | [ 9 ]  |
| 2006年（平成18年） | 12,820            | [ 9 ]  |
| 2007年（平成19年） | 12,448            | [ 9 ]  |
| 2008年（平成20年） | 12,347            | [ 9 ]  |
| 2009年（平成21年） | 12,078            | [ 10 ] |
| 2010年（平成22年） | 12,282            | [ 10 ] |
| 2011年（平成23年） | 12,401            | [ 10 ] |
| 2012年（平成24年） | 12,570            |        |
| 2013年（平成25年） | 12,922            | [ 11 ] |
| 2014年（平成26年） | 13,323            | [ 11 ] |
| 2015年（平成27年） | 13,470            | [ 11 ] |
| 2016年（平成28年） | 13,991            | [ 11 ] |
| 2017年（平成29年） | 14,290            | [ 11 ] |
| 2018年（平成30年） | 14,379            | [ 12 ] |
| 2019年（令和元年） | 14,225            | [ 12 ] |
| 2020年（令和02年） | 11,140            | [ 13 ] |
| 2021年（令和03年） | 12,065            | [ 14 ] |
| 2022年（令和04年） | 13,365            | [ 14 ] |
| 2023年（令和05年） | 14,343            | [ 14 ] |

なお、琴似 - 宮の沢駅延伸開業以前は一日平均で2万人を超えていたが、近年は1万2000人強で安定している。

## 駅周辺
駅周辺、特にJR函館本線 琴似駅までの間の通り（琴似本通）は商店街として賑わいをみせている。
- 北海道道276号琴似停車場線（琴似栄町通、琴似本通）[7]
- 二十四軒手稲通[7]
- JR函館本線 琴似駅[7]
- 札幌市西区役所、西区民センター、西保健センター、琴似二十四軒まちづくりセンター[7]
- 札幌市立琴似小学校[7]
- 西警察署琴似本通交番
- 琴似二条郵便局
- 北洋銀行琴似中央支店[7]
- イオン札幌琴似店（2番出口地下から直結）[7]
- マックスバリュ琴似店
- 静和記念病院[7]
- 札幌第一病院[7]
- 琴似神社[7]
- 琴似屯田兵村兵屋跡[7]
- 札幌市山の手図書館[7]
- PENNY LANE 24
- 北海道信用金庫 琴似支店
- 空知信用金庫 琴似支店

## バス路線

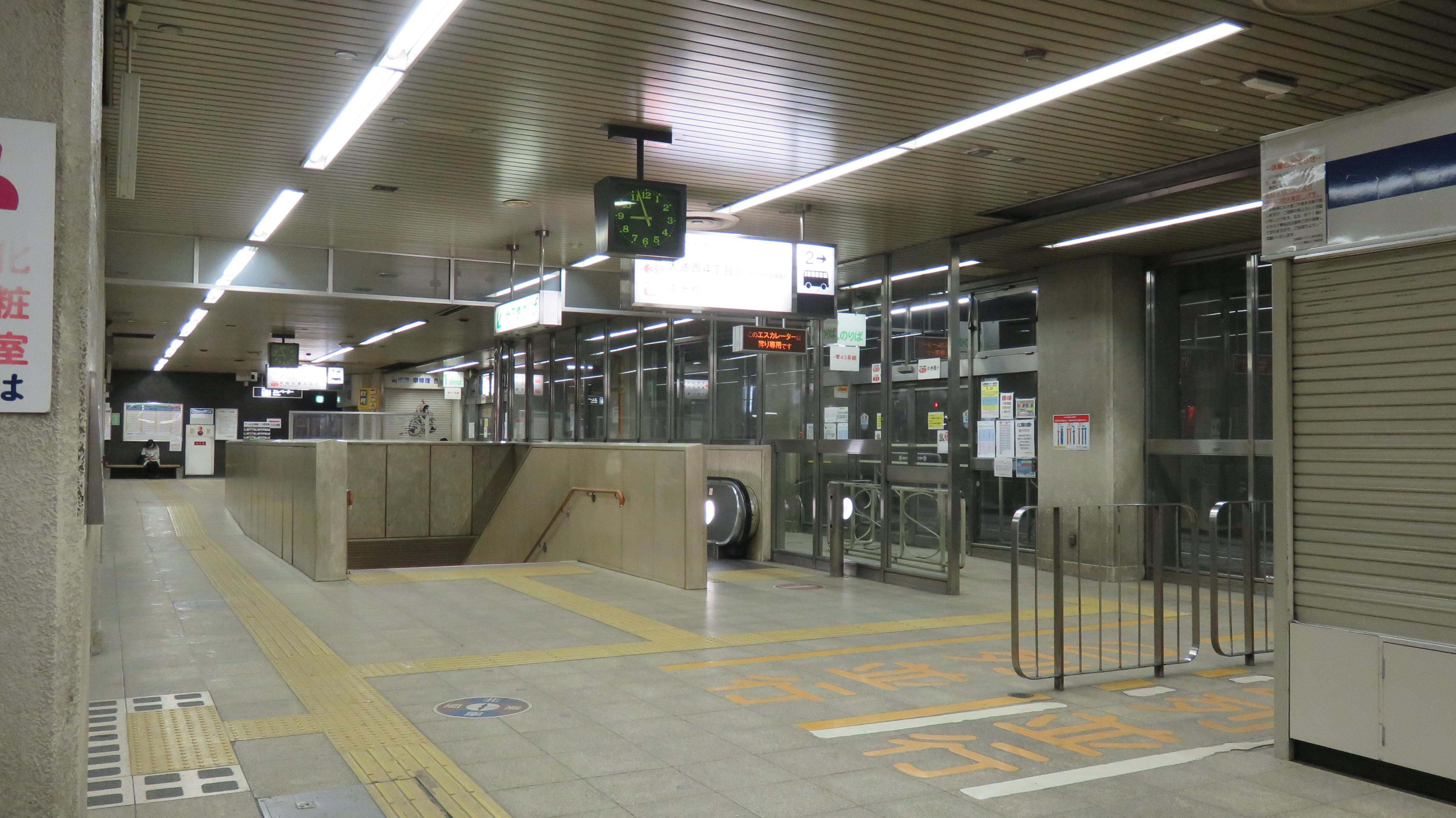
琴似バスターミナル

1〜4番のりばは1976年（昭和51年）6月10日に供用開始した「琴似バスターミナル」。2021年（令和3年）12月の平日1日あたり、スクールバス等の非公示便を除く発着便数は、バスターミナル・路上停留所を合わせて451便（感染症流行による一時運休便を含む）。
2022年（令和4年）4月1日現在。4番のりばのみ北海道中央バス（新川営業所）、その他はジェイ・アール北海道バス（琴29は札樽線、その他は琴似営業所）。路線詳細は営業所記事・路線記事を参照。
1番のりば
- 琴41 西野福井線：五天山公園・福井えん堤前
- 琴42 西野平和線：平和の滝入口（・手稲平和霊園：期間限定[18]）

2番のりば
- 琴29 琴似西野線：宮の沢駅前（宮の沢バスターミナル）
- 琴43 西野中洲橋線：中洲橋
- 31 北7条線：大通西4丁目

3番のりば
- 琴38 琴似発寒線・琴40 琴似八軒線：宮の沢駅前
- 琴46 新琴似線：麻生駅（麻生バスターミナル）

4番のりば
- 西48・西49 新川発寒線：新川営業所

路上停留所
- 琴29・琴41・琴42・琴43：JR琴似駅
- 琴40・琴46：琴似営業所前

このほか、北5条手稲通沿いに「西区役所前」停留所があり、札樽線のJR札幌駅方面、手稲区方面、小樽市方面（北海道中央バス札樽線を含む）の発着がある。

## その他
- 駅スタンプは琴似駅のイニシャルKの中に農試公園が描かれている[21]。

## 隣の駅
札幌市営地下鉄
 東西線
発寒南駅 (T02) - 琴似駅 (T03) - 二十四軒駅 (T04)